# 圣埃卢瓦
圣埃卢瓦（法語：Saint-Éloi，法語發音：[sɛ̃.t‿elwa]）是法国涅夫勒省的一个市镇，位于该省西南部，省会讷韦尔市区东南，属于讷韦尔区。

## 地理
圣埃卢瓦（46°58'51"N, 3°13'12"E）面积16.45 平方千米，位于法国勃艮第-弗朗什-孔泰大區涅夫勒省，该省份为法国中部省份，北至约讷省，西北接卢瓦雷省，西接谢尔省，南至阿列省，东南接索恩-卢瓦尔省，东临科多尔省。
与圣埃卢瓦接壤的市镇（或旧市镇、城区）包括：库朗日莱讷韦尔、讷韦尔、蒙蒂尼欧萨莫涅、索维尼莱布瓦、卢瓦尔河畔塞尔穆瓦斯、舍沃农。

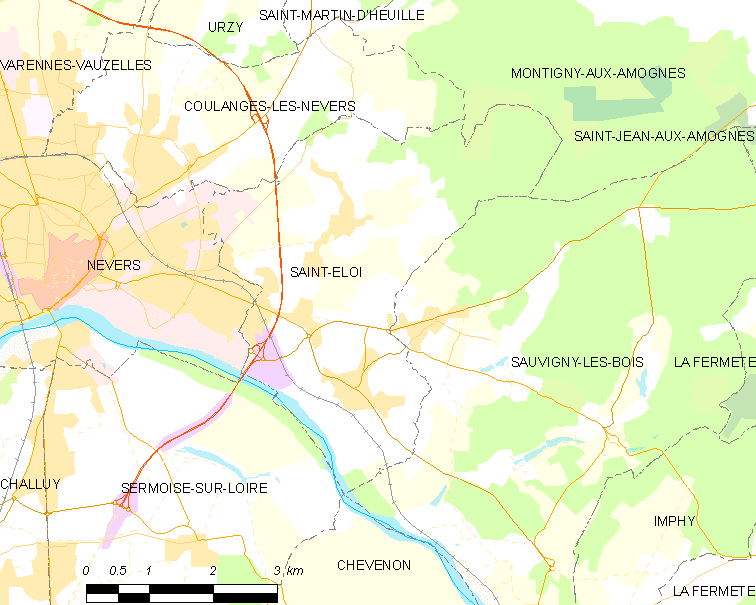
圣埃卢瓦的OSM定位图

圣埃卢瓦的时区为UTC+01:00、UTC+02:00（夏令时）。

## 行政
圣埃卢瓦的邮政编码为58000，INSEE市镇编码为58238。

## 政治
圣埃卢瓦所属的省级选区为讷韦尔第二县。

## 人口

1962-2008年间圣埃卢瓦人口变化图示

圣埃卢瓦于2022年1月1日时的人口数量为2220人。